# Злобин, Владимир Игоревич
Владимир Игоревич Злобин (род. 6 января 1943 года, г. Земун, Югославия) — советский и российский вирусолог, микробиолог и эпидемиолог, академик РАМН (2004), академик РАН (2013), Заслуженный деятель науки Российской Федерации и Республики Бурятия.

## Биография
Родился 6 января 1943 года в г. Земун, Югославия.
В 1968 году окончил санитарно-гигиенический факультет Свердловского государственного медицинского института.
С 1968 по 1971 годы — главный санитарный врач Мелеузовского района Башкирской АССР.
С 1971 по 1984 годы — работает в Свердловском НИИ вирусных инфекций МЗ РСФСР, пройдя путь от младшего научного сотрудника лаборатории энтеровирусных инфекций до заведующего лабораторией трансмиссивных вирусных инфекций.
С 1984 по 1988 годы — старший научный сотрудник Омского НИИ природно-очаговых инфекций МЗ РСФСР.
С 1988 по 2002 годы — директор Института эпидемиологии и микробиологии ВСНЦ СО РАМН (Иркутск).
По совместительству с 1995 по 2002 годы — профессор кафедры физико-химической биологии Иркутского государственного университета, с 1994 по 2002 — основатель и заведующий кафедрой эпидемиологии и бактериологии Иркутского института усовершенствования врачей.
С 2002 по 2006 годы — заместитель директора по научной работе и руководитель лаборатории эпидемиологии и профилактики энцефалитов Института полиомиелита и вирусных энцефалитов имени М.П. Чумакова РАМН (Москва).
С 2006 по 2009 годы — руководитель лаборатории иммунологии НИИ вирусологии имени Д.И. Ивановского РАМН (Москва).
С 2009 года по 2021 год — заведующий кафедрой микробиологии, вирусологии и иммунологии Иркутского государственного медицинского университета. В 2013 году организовал и стал директором НИИ биомедицинских технологий в структуре Иркутского государственного медицинского университета.
С 2021 года по настоящее время - главный научный сотрудник лаборатории механизмов генетической изменчивости патогенных микроорганизмов НИЦ эпидемиологии и микробиологии имени Почетного академика Н.Ф. Гамалеи Минздрава России (Москва).
В 1995 году избран профессором по кафедре эпидемиологии и бактериологии.
В 1997 году избран членом-корреспондентом РАМН по вирусологии.
В 2004 году избран академиком РАМН по эпидемиологии.
В 2013 году стал академиком РАН (в рамках присоединения РАМН и РАСХН к РАН).

## Научная деятельность
Ведет исследования в области этиологии, молекулярной биологии, эпидемиологии, профилактики вирусных и бактериальных инфекций.
Развернул новое научное направление — молекулярная эпидемиология клещевого энцефалита и других трансмиссивных клещевых инфекций, основанное на изучении природной вариабельности возбудителей различной природы современными молекулярно-биологическими методами. Исследования В. И. Злобина, проведенные в 1970-х годах, посвящены генетике вируса полиомиелита. В опытах in vitro и на модели обезьян им впервые были получены данные о возможности реверсии вирулентности до уровня «дикого» типа вакцинных штаммов полиовируса при их циркуляции среди не вакцинированных детей. Эти результаты имели большое значение для определения стратегии и тактики эрадикации этого заболевания.  
Участник разработки диагностикумов некоторых особо опасных арбовирусов (вирусов американских энцефаломиелитов лошадей) и соавтор технической документации.
Разработал метод молекулярной гибридизации нуклеиновых кислот для определения и дифференциации вирусов комплекса клещевого энцефалита и ряда других флавивирусов.
Материалы многочисленных экспедиционных работ В. И. Злобина были заложены в основу уникальной коллекции географических изолятов вируса клещевого энцефалита, охватывающей весь ареал вируса на территории бывшего СССР.
Значительная часть штаммов депонирована в Государственную коллекцию вирусов. Впервые выявлены и описаны генотипы вируса клещевого энцефалита, с помощью классических и молекулярно-биологических методов изучен большой набор штаммов, изолированных на территории страны и зарубежных государств. Развернуты исследования по проблеме сочетанных вирусных, бактериальных, риккетсиозных и протозойных инфекций, переносимых иксодовыми клещами. В городе Иркутске под руководством В. И. Злобина организована экстренная профилактика клещевых инфекций, позволившая существенно снизить заболеваемость.
Под его руководством защищено 11 докторских и 14 кандидатских диссертаций.
Автор более чем 1000 научных работ, в том числе 20 монографий и руководств, 10 авторских свидетельств и патентов на изобретения.

### Научно-организационная деятельность
- член редколлегий журналов «Вопросы вирусологии» (Москва), «Эпидемиология и вакцинопрофилактика» (Москва), «Прикладная энтомология» (Москва), «Сибирский медицинский журнал» (Иркутск), «Журнал инфекционной патологии» (Иркутск), «Медицинское обозрение. Наука и практика» (Барнаул), «Фундаментальная и клиническая медицина» (Кемерово), «Journal of Coastal Life Medicine» (КНР);
- заместитель председателя проблемной комиссии РАМН «Клещевой и другие вирусные энцефалиты»;
- член проблемных комиссий «Арбовирусы» (РАМН), «Инфекционные и природно-очаговые болезни» (СО РАМН), член проблемной комиссии "Природно-очаговые инфекции" Роспотребнадзора;
- председатель диссертационного совета по присуждению ученых степеней доктора и кандидата наук по специальности "эпидемиология" при Иркутском НИИ эпидемиологии и микробиологии СО РАМН (1992-2002 гг.);
- член экспертного совета ВАК РФ (2002—2010).
- в качестве консультанта ВОЗ оказывал помощь здравоохранению Украины, Узбекистана, Таджикистана, Туркмении, Болгарии, Сербии, Боснии и Герцеговины, Черногории, Македонии в работах по эрадикации полиомиелита (1998—2006 гг.);
- председатель экспертной группы лабораторно-диагностического профиля Центральной аттестационной комиссии Минздрава России в Сибирском Федеральном округе.

## Награды
- Диплом победителя в конкурсе научных работ, выполненных в 1977-1979 годах в НИИ и ВУЗах Минздрава Российской Федерации.
- Присуждение ВАК РФ звания лучшей докторской диссертации по специальности "вирусология" за 1992 год (газета Поиск, 1992).
- Лауреат премии РАМН имени В. М. Жданова по молекулярной вирусологии.
- Диплом и золотой знак ВОЗ за вклад в ликвидацию полиомиелита в регионе Европы.
- Медали имени Р. Коха (Германия); имени академика В.И. Покровского; в ознаменование 10-летия независимости Республики Южная Осетия; 50-летия здравоохранения Монголии.
- Премия губернатора Иркутской области по науке и технике.
- Почетные звания «Заслуженный деятель науки Российской Федерации», «Заслуженный деятель науки Республики Бурятия».
- Почетный профессор Уральской государственной медицинской академии (2012), Харбинского медицинского университета (КНР; 2013), медицинского университета в Да Цине (КНР; 2014), Иркутского государственного медицинского университета (2018).
- Почетный директор китайско-российского института по изучению болезней, связанных с окружающей средой при Харбинском (КНР) медицинском университете.
- Почетный член Всероссийского научно-практического общества эпидемиологов, микробиологов и паразитологов (2023).
- Ряд дипломов и благодарственных писем РАМН, СО РАМН, Минздрава России, Роспотребнадзора.